# Listă de filme americane din 1921
Aceasta este o listă de filme americane din 1921:
| Titlu                               | Regizor(i)                      | Actori                                                                 | Gen              | Note                               |
| ----------------------------------- | ------------------------------- | ---------------------------------------------------------------------- | ---------------- | ---------------------------------- |
| $10,000 Under a Pillow              | Frank Moser                     |                                                                        | Animatie         | Scurtmetraj                        |
| The Ace of Hearts                   | Wallace Worsley                 | Lon Chaney, Leatrice Joy, John Bowers, Hardee Kirkland, Raymond Hatton | Crime Drama      | Goldwyn                            |
| Across the Divide                   | John Holloway                   | Rex Ballard, Rosemary Theby                                            |                  | [ 1 ]                              |
| Action                              | John Ford                       | Hoot Gibson, Francis Ford                                              | Western          | Universal                          |
| Adopting a Bear Cub                 | John Randolph Bray              |                                                                        | Documentary      |                                    |
| The Adventures of Sherlock Holmes   | Maurice Elvey                   |                                                                        | Mystery          | [ 2 ]                              |
| The Adventures of Tarzan            | Robert F. Hill and Scott Sidney |                                                                        |                  |                                    |
| The Advisor                         | Jack White                      |                                                                        |                  |                                    |
| The Affairs of Anatol               | Cecil B. DeMille                | Wallace Reid, Gloria Swanson                                           | Drama            | Paramount                          |
| Afraid of His Wife                  | Scott Sidney                    |                                                                        |                  |                                    |
| After Midnight                      | Ralph Ince                      | Ralph Ince, Zena Keefe                                                 |                  | [ 3 ]                              |
| After the Dough                     | Herman C. Raymaker              |                                                                        |                  |                                    |
| After the Show                      | Scott Sidney                    | Jack Holt, Lila Lee                                                    | Drama            | Paramount                          |
| After Your Own Heart                | George Marshall                 | Tom Mix, Ora Carew                                                     |                  | [ 4 ]                              |
| The Alarm                           | Robert F. Hill                  |                                                                        |                  |                                    |
| Alfalfa Love                        | Fred Fishback                   |                                                                        |                  |                                    |
| Among Those Present                 | Fred C. Newmeyer                | Harold Lloyd                                                           | Comedy           |                                    |
| The Avenging Arrow                  | W.S. Van Dyke, William Bowman   | Ruth Roland, Edward Hearn                                              | Adventure        |                                    |
| Bandits Beware                      | Lee Kohlmar                     | Hoot Gibson                                                            | Western          |                                    |
| Beating the Game                    | Lee Kohlmar                     | Hoot Gibson                                                            | Western          |                                    |
| The Big Punch                       | John Ford                       | Buck Jones, Barbara Bedford                                            | Western          |                                    |
| Blind Hearts                        | Rowland V. Lee                  | Hobart Bosworth, Madge Bellamy, Wade Boteler                           | Drama            |                                    |
| The Blot                            | Phillips Smalley, Lois Weber    | Claire Windsor                                                         | Melodrama        |                                    |
| The Boat                            | Edward F. Cline, Buster Keaton  | Buster Keaton                                                          | Comedy           |                                    |
| Brewster's Millions                 | Joseph Henabery                 | Fatty Arbuckle, Betty Ross Clarke                                      | Comedy           |                                    |
| Brownie's Baby Doll                 |                                 | Baby Peggy                                                             |                  |                                    |
| Brownie's Little Venus              | Fred Fishback                   | Baby Peggy                                                             |                  |                                    |
| Bullets or Ballots                  |                                 | Mary Astor                                                             |                  |                                    |
| The Cactus Kid                      | Lee Kohlmar                     | Hoot Gibson                                                            | Western          |                                    |
| The Call of Youth                   | Hugh Ford                       |                                                                        |                  |                                    |
| Camille                             | Ray C. Smallwood                | Alla Nazimova, Rudolph Valentino, Patsy Ruth Miller                    | Drama            |                                    |
| The Clean Up                        |                                 | Baby Peggy                                                             |                  |                                    |
| The Conquering Power                | Rex Ingram                      | Rudolph Valentino, Alice Terry                                         | Romance Drama    |                                    |
| Crossed Clues                       | William James Craft             | Hoot Gibson                                                            | Western          |                                    |
| The Cup of Life                     | Rowland V. Lee                  | Hobart Bosworth, Madge Bellamy                                         | Drama            | [ 5 ]                              |
| Disraeli                            | Henry Kolker                    | George Arliss, Florence Arliss                                         | Biography        |                                    |
| Double Adventure                    | W. S. Van Dyke                  | Charles Hutchison, Josie Sedgwick                                      | Adventure        |                                    |
| Double Crossers                     |                                 | Hoot Gibson                                                            | Western          |                                    |
| Dream Street                        | D. W. Griffith                  | Carol Dempster, Charles Emmett Mack                                    | Drama            |                                    |
| The Driftin' Kid                    | Albert Russell                  | Hoot Gibson                                                            | Western          |                                    |
| Eden and Return                     | William A. Seiter               | Doris May, Emmett King                                                 | Comedy           | [ 6 ]                              |
| Every Woman's Problem               | Willis L. Robards               | Dorothy Davenport, Willis L. Robards                                   | Drama            | [ 7 ]                              |
| Experience                          | George Fitzmaurice              | Richard Barthelmess, Reginald Denny                                    | Drama            |                                    |
| Extravagance                        | Phil Rosen                      | May Allison, Robert Edeson, Theodore Von Eltz                          | Drama            | Metro                              |
| The Fightin' Fury                   |                                 | Hoot Gibson                                                            | Western          |                                    |
| The Fire Eater                      | B. Reeves Eason                 | Hoot Gibson                                                            | Western          |                                    |
| Fool's Paradise                     | Cecil B. DeMille                | Conrad Nagel, Mildred Harris, Theodore Kosloff, Baby Peggy             | Romance          |                                    |
| The Foolish Age                     | William A. Seiter               | Doris May, Hallam Cooley                                               | Comedy           | [ 8 ]                              |
| The Foolish Matrons                 | Maurice Tourneur Clarence Brown | Hobart Bosworth, Doris May                                             | Drama            |                                    |
| Forbidden Fruit                     | Cecil B. DeMille                | Agnes Ayres, Clarence Burton                                           | Drama            |                                    |
| Forever                             | George Fitzmaurice              | Wallace Reid, Elsie Ferguson, Montagu Love                             | Romance          |                                    |
| The Four Horsemen of the Apocalypse | Rex Ingram                      | Rudolph Valentino                                                      | Drama            |                                    |
| Get-Rich-Quick Peggy                |                                 | Baby Peggy                                                             |                  |                                    |
| The Gilded Lily                     | Robert Z. Leonard               | Mae Marsh, Lowell Sherman, Jason Robards Sr.                           | Drama            |                                    |
| The Goat                            | Buster Keaton                   | Buster Keaton, Joe Roberts                                             | Comedy           |                                    |
| God's Crucible                      | Henry MacRae                    | Gaston Glass, Gladys Coburn                                            |                  | [ 9 ]                              |
| Golfing                             |                                 |                                                                        |                  |                                    |
| The Greater Claim                   | Wesley Ruggles                  | Alice Lake, Jack Dougherty                                             | Drama            |                                    |
| Greater Than Love                   | Fred Niblo                      | Louise Glaum, Margaret Gibson                                          | Drama            |                                    |
| The Grim Comedian                   | Frank Lloyd                     | Jack Holt, Gloria Hope                                                 | Drama            | Goldwyn                            |
| Hail the Woman                      | John Griffith Wray              | Florence Vidor                                                         | Drama            |                                    |
| The Haunted House                   | Edward F. Cline, Buster Keaton  | Buster Keaton                                                          | Comedy           |                                    |
| Hearts and Masks                    | William A. Seiter               | Elinor Field, Lloyd Bacon                                              | Romantic comedy  | [ 10 ]                             |
| Heedless Moths                      | Robert Z. Leonard               | Jane Thomas, Holmes Herbert, Hedda Hopper                              | Drama            |                                    |
| Her Circus Man                      |                                 | Baby Peggy                                                             |                  |                                    |
| The High Sign                       | Edward F. Cline, Buster Keaton  | Buster Keaton, Bartine Burkett                                         | Comedy Short     |                                    |
| Humor Risk                          | Dick Smith                      | Marx Brothers                                                          | Comedy           | Never released                     |
| The Hunch                           | George D. Baker                 | Gareth Hughes, Ethel Grandin                                           | Comedy           | Metro                              |
| I Do                                | Hal Roach                       | Harold Lloyd                                                           | Comedy           |                                    |
| The Idle Class                      | Charles Chaplin                 | Charles Chaplin                                                        | Comedy           |                                    |
| Jim the Penman                      | Kenneth Webb                    | Lionel Barrymore                                                       | Crime drama      |                                    |
| Kickaroo                            |                                 | Hoot Gibson                                                            | Western          |                                    |
| The Kid                             | Charlie Chaplin                 | Charlie Chaplin, Jackie Coogan                                         | Comedy-drama     |                                    |
| The Kid's Pal                       |                                 | Baby Peggy                                                             |                  |                                    |
| The Little Fool                     | Phil Rosen                      | Milton Sills, Nigel Barrie                                             | Drama            | Metro                              |
| Little Lord Fauntleroy              | Jack Pickford                   | Mary Pickford                                                          | Comedy-drama     |                                    |
| The Lotus Eater                     | Marshall Neilan                 | John Barrymore, Colleen Moore                                          | Drama            |                                    |
| The Love Charm                      | Thomas N. Heffron               | Wanda Hawley, Mae Busch, Sylvia Ashton                                 | Comedy           |                                    |
| The Love Light                      | Frances Marion                  | Mary Pickford, Raymond Bloomer                                         | Drama            |                                    |
| Love Never Dies                     | King Vidor                      | Lloyd Hughes, Madge Bellamy                                            | Drama            |                                    |
| Love's Penalty                      | John Gilbert                    | Hope Hampton, Percy Marmont, Virginia Valli                            | Drama            | First National                     |
| The Lucky Dog                       | Jess Robbins                    | Stan Laurel, Oliver Hardy                                              | Comedy           | 1st film to feature Laurel & Hardy |
| The Lure of Youth                   | Phil Rosen                      | Cleo Madison, Gareth Hughes                                            | Romance          | Metro                              |
| The Magic Cup                       | John S. Robertson               | Constance Binney, Vincent Coleman, Blanche Craig                       |                  |                                    |
| Mama's Affair                       | Victor Fleming                  | Constance Talmadge, Effie Shannon, Kenneth Harlan                      | Romantic comedy  |                                    |
| A Man of Stone                      | George Archainbaud              | Conway Tearle, Martha Mansfield                                        | Drama            | Selznick                           |
| The Man Who Woke Up                 | Lee Kohlmar                     | Hoot Gibson                                                            | Western          |                                    |
| Manhattan                           | Paul Strand                     |                                                                        |                  |                                    |
| Miss Lulu Bett                      | William C. deMille              | Lois Wilson, Milton Sills                                              |                  |                                    |
| The Mistress of Shenstone           | Henry KIng                      | Pauline Frederick, Roy Stewart                                         | Romance          |                                    |
| Mother O' Mine                      | Fred Niblo                      | Lloyd Hughes, Betty Ross Clarke                                        | Drama            |                                    |
| The Movie Trail                     |                                 | Hoot Gibson                                                            | Western          |                                    |
| A Muddy Bride                       |                                 | Baby Peggy                                                             |                  |                                    |
| My Boy                              | Victor Heerman, Albert Austin   | Jackie Coogan, Mathilde Brundage                                       | Drama            | First National                     |
| Never Weaken                        | Fred Newmeyer, Sam Taylor       | Harold Lloyd                                                           | Comedy           |                                    |
| No Woman Knows                      | Tod Browning                    | Max Davidson, Snitz Edwards                                            | Drama            |                                    |
| Not Guilty                          | Sidney Franklin                 | Sylvia Breamer, Richard Dix                                            | Mystery          | [ 11 ]                             |
| Now or Never                        | Fred C. Newmeyer, Hal Roach     | Harold Lloyd, Mildred Davis                                            | Comedy           | [ 10 ]                             |
| The Nut                             | Theodore Reed                   | Douglas Fairbanks, Marguerite De La Motte                              | Comedy           |                                    |
| The Offenders                       | Fenwick L. Holmes               | Margery Wilson, Percy Helton                                           |                  |                                    |
| On Account                          |                                 | Baby Peggy                                                             |                  |                                    |
| On with the Show                    |                                 | Baby Peggy                                                             |                  |                                    |
| Orphans of the Storm                | D. W. Griffith                  | Lillian Gish, Dorothy Gish                                             | Melodrama        |                                    |
| Out o' Luck                         |                                 | Hoot Gibson                                                            | Western          |                                    |
| Over the Wire                       | Wesley Ruggles                  | Alice Lake, Al Roscoe                                                  |                  | [ 12 ]                             |
| Pals                                |                                 | Baby Peggy                                                             |                  |                                    |
| Passing Through                     | William A. Seiter               | Douglas MacLean, Madge Bellamy                                         | Comedy           |                                    |
| Passion Flower                      | Herbert Brenon                  | Norma Talmadge, Courtenay Foote                                        | Drama            | [ 13 ]                             |
| The Playhouse                       | Edward F. Cline, Buster Keaton  | Buster Keaton, Virginia Fox, Joe Roberts, Edward F. Cline              | Comedy           |                                    |
| Playmates                           |                                 | Baby Peggy                                                             |                  |                                    |
| The Queen of Sheba                  | J. Gordon Edwards               | Betty Blythe, Fritz Leiber                                             | Drama            |                                    |
| Red Courage                         |                                 | Hoot Gibson                                                            |                  |                                    |
| Roads of Destiny                    | Frank Lloyd                     | Pauline Frederick, John Bowers                                         | Drama            |                                    |
| The Saddle King                     |                                 | Hoot Gibson                                                            |                  |                                    |
| A Sailor-Made Man                   | Fred C. Newmeyer                | Harold Lloyd                                                           | Comedy           |                                    |
| Salvage                             | Henry King                      | Pauline Frederick, Ralph Lewis                                         | Drama            |                                    |
| The Sea Lion                        | Rowland V. Lee                  | Hobart Bosworth, Bessie Love, Emory Johnson                            | Adventure        |                                    |
| Sea Shore Shapes                    |                                 | Baby Peggy                                                             |                  |                                    |
| Sentimental Tommy                   | John S. Robertson               | Gareth Hughes                                                          | Drama            |                                    |
| Seven Years Bad Luck                | Max Linder                      | Max Linder, Alta Allen                                                 | Comedy           |                                    |
| The Sheik                           | George Melford                  | Rudolph Valentino, Agnes Ayres                                         | Drama, Adventure |                                    |
| Sheltered Daughters                 | Edward Dillon                   | Justine Johnstone, Riley Hatch, Warner Baxter                          | Comedy           |                                    |
| The Silver Lining                   | Roland West                     | Leslie Austin                                                          | Drama            |                                    |
| The Sky Pilot                       | King Vidor                      | John Bowers, Colleen Moore                                             | Drama            |                                    |
| Society Secrets                     | Leo McCarey                     | Eva Novak, Gertrude Claire                                             | Drama            | [ 14 ]                             |
| The Sting of the Lash               | Henry King                      | Pauline Frederick, Clyde Fillmore                                      | Drama            | [ 15 ]                             |
| Sure Fire                           | John Ford                       | Hoot Gibson                                                            | Western          |                                    |
| Sweet Revenge                       | Edward Laemmle                  | Hoot Gibson                                                            | Western          |                                    |
| Teddy's Goat                        | Fred Fishback                   | Baby Peggy                                                             |                  |                                    |
| Third Class Male                    |                                 | Baby Peggy                                                             |                  |                                    |
| The Three Musketeers                | Fred Niblo                      | Douglas Fairbanks, Leon Bary, Eugene Pallette                          | Swashbuckler     |                                    |
| Through the Back Door               | Alfred E. Green                 | Mary Pickford, Gertrude Astor                                          | Comedy-drama     |                                    |
| Tol'able David                      | Henry King                      | Richard Barthelmess                                                    | Drama            |                                    |
| Uncharted Seas                      | Wesley Ruggles                  | Alice Lake, Carl Gerard, Rudolph Valentino                             | Romance          |                                    |
| An Unwilling Hero                   | Clarence G. Badger              | Will Rogers, Molly Malone                                              | Comedy           | [ 16 ]                             |
| A Week Off                          |                                 | Baby Peggy                                                             |                  |                                    |
| What's Your Reputation Worth?       | Webster Campbell                | Corinne Griffith, Percy Marmont                                        | Drama            | Vitagraph                          |
| When We Were Twenty-One             | Henry King                      | H. B. Warner, Claire Anderson                                          | Drama            | [ 17 ]                             |
| White and Unmarried                 | Tom Forman                      | Thomas Meighan                                                         |                  |                                    |
| Who Was the Man?                    | Lee Kohlmar                     | Hoot Gibson                                                            |                  |                                    |
| The Wild Wild West                  | Lee Kohlmar                     | Hoot Gibson                                                            |                  |                                    |
| Woman's Place                       | Victor Fleming                  | Constance Talmadge, Kenneth Harlan                                     | Drama            |                                    |
| The Wonderful Thing                 | Herbert Brenon                  | Norma Talmadge, Harrison Ford                                          | Drama            | [ 18 ]                             |